# Огун, Камилла Оджо
Камилла Оджо Огун (род. 7 мая 1999 года) — российская профессиональная баскетболистка, выступающая за клуб «Намюр».

## Карьера
Камилла родилась 7 мая 1999 года в городе Старый Оскол, Белгородской области. С 6 лет начала заниматься танцами. Но через год Камиллу как обладательницу высокого роста заметили и пригласили попробовать себя в баскетболе, которым занималась и старшая сестра — Джулия. Первый тренер — Куличенко Галина Владимировна.
3 года выступала за УОР № 4 им. А. Я. Гомельского. В составе клуба «Спарта&К» выступала с 2015 по 2020 год.

## Достижения
- Чемпионка Первенства ДЮБЛ (УОР № 4 им. А. Я. Гомельского, сезон 2013—2014); чемпионка Первенства ДЮБЛ («Спарта Энд К», сезон 2015—2016)
- Победитель молодёжного чемпионата России («Спарта энд К-2», сезон 2014—2015).
- Самый ценный игрок Первенства ДЮБЛ (сезон 2014—2015, «Спарта энд К»).
- Самый ценный игрок Первенства ДЮБЛ (сезон 2015—2016, «Спарта энд К»)
- Серебряный призёр Первенства ДЮБЛ (сезон 2014—2015, «Спарта энд К»)
- Шестикратный победитель Первенства России среди девушек 1999 г.р. (в составах команд «Москва-1», «Московская область-1»).
- Участница молодёжного (до 16 лет) чемпионата Европы 2014 года. Обладательница золотой медали.
- Участница молодёжного (до 19 лет) чемпионата мира 2015 года. Обладательница серебряной медали.
- Участница чемпионата Европы по баскетболу (девушки до 18 лет) 2016. Обладательница бронзовой медали.
- Участница чемпионата Европы по баскетболу (девушки до 20 лет) 2019. Обладательница серебряной медали.
- Член символической пятерки чемпионата Европы U16 2015 года среди девушек, в котором сборная России заняла восьмое место[2][3]. Огун заняла 2-е место в списке лучших бомбардиров турнира, в среднем за матч набирая 15.9 очков, 5.2 подбора и 1.9 передач[4][5].

## Личная жизнь
- У Камиллы есть сестра — Джулия Огун (род. 20 марта 1991) — российская модель[6].
- Отец Камиллы родом из Нигерии[6].
- Любимые игроки: Стефен Карри, Коби Брайант, Дайана Таурази.